# N-苄基-3-乙酰基吲哚
N-苄基-3-乙酰基吲哚是一种含氮杂环化合物，化学式为C17H15NO。它可由3-乙酰基吲哚、氢化钠和苄溴反应制得。
它可以被硼氢化钠还原为α-甲基-N-苄基吲哚-3-甲醇。